# Campeonato Mundial de Patinaje Artístico sobre Hielo de 2007
El XCVII Campeonato Mundial de Patinaje Artístico se realizó en Tokio (Japón) entre el 20 y el 25 de marzo de 2007. Fue organizado por la Unión Internacional de Patinaje sobre Hielo (ISU) y la Federación Japonesa de Patinaje sobre Hielo. 
Las competiciones se efectuaron en el Gimnasio Metropolitano de Tokio. 

## Países participantes
Participaron en total 189 patinadores de 46 países:
| - Alemania - Armenia - Australia - Austria - Azerbaiyán - Bélgica - Bielorrusia - Bulgaria - Canadá - China - Corea del Sur - Croacia | - Eslovaquia - Eslovenia - España - Estados Unidos - Estonia - Finlandia - Francia - Georgia - Grecia - Hong Kong - Hungría - India | - Israel - Italia - Japón - Letonia - Lituania - México - Mónaco - Nueva Zelanda - Polonia - Reino Unido - República Checa | - Rumania - Rusia - Serbia - Sudáfrica - Suecia - Suiza - Tailandia - Taiwán - Turquía - Ucrania - Uzbekistán |

## Calendario
| Día   | Hora* | Evento                | Tipo           |
| ----- | ----- | --------------------- | -------------- |
| 20.03 | 12:00 | Danza obligatoria     | danza en hielo |
| 20.03 | 16:30 | Ceremonia de apertura |                |
| 20.03 | 17:10 | Programa corto        | parejas        |
| 21.03 | 11:00 | Programa corto        | masculino      |
| 21.03 | 19:00 | Prueba libre          | parejas        |
| 22.03 | 11:00 | Danza original        | danza en hielo |
| 22.03 | 16:15 | Prueba libre          | masculino      |
| 23.03 | 09:15 | Programa corto        | femenino       |
| 23.03 | 13:00 | Danza libre           | danza en hielo |
| 23.03 | 18:00 | Programa corto        | femenino       |
| 24.03 | 17:30 | Prueba libre          | femenino       |
| 25.03 | 15:00 | Gala de exhibición    |                |

- (*) -  hora local de Tokio (UTC +9)

## Resultados

### Masculino
| Puesto | Nombre            | País    | Puntos |
| ------ | ----------------- | ------- | ------ |
| Oro    | Brian Joubert     | Francia | 240,85 |
| Plata  | Daisuke Takahashi | Japón   | 237,95 |
| Bronce | Stéphane Lambiel  | Suiza   | 233,35 |

### Femenino
| Puesto | Nombre    | País          | Puntos |
| ------ | --------- | ------------- | ------ |
| Oro    | Miki Ando | Japón         | 195,09 |
| Plata  | Mao Asada | Japón         | 194,45 |
| Bronce | Yu-Na Kim | Corea del Sur | 186,14 |

### Parejas
| Puesto | Nombre                            | País     | Puntos |
| ------ | --------------------------------- | -------- | ------ |
| Oro    | Xue Shen / Hongbo Zhao            | China    | 203,50 |
| Plata  | Qing Pang / Jian Tong             | China    | 188,46 |
| Bronce | Aliona Savchenko / Robin Szolkowy | Alemania | 187,39 |

### Danza en hielo
| Puesto | Nombre                                 | País           | Puntos |
| ------ | -------------------------------------- | -------------- | ------ |
| Oro    | Albena Denkova / Maxim Staviski        | Bulgaria       | 201,61 |
| Plata  | Marie-France Dubreuil / Patrice Lauzon | Canadá         | 200,46 |
| Bronce | Tanith Belbin / Benjamin Agosto        | Estados Unidos | 195,43 |

## Medallero
| Núm. | País           | Oro | Plata | Bronce | Total |
| ---- | -------------- | --- | ----- | ------ | ----- |
| 1    | Japón          | 1   | 2     | 0      | 3     |
| 2    | China          | 1   | 1     | 0      | 2     |
| 3    | Bulgaria       | 1   | 0     | 0      | 1     |
| 3    | Francia        | 1   | 0     | 0      | 1     |
| 5    | Canadá         | 0   | 1     | 0      | 1     |
| 6    | Alemania       | 0   | 0     | 1      | 1     |
| 6    | Corea del Sur  | 0   | 0     | 1      | 1     |
| 6    | Estados Unidos | 0   | 0     | 1      | 1     |
| 6    | Suiza          | 0   | 0     | 1      | 1     |
|      | TOTAL          | 4   | 4     | 4      | 12    |

| Predecesor: Canadá 2006 | Campeonato Mundial de Patinaje Artístico sobre Hielo 2007 | Sucesor: Suecia 2008 |

- Datos: Q226057
- Multimedia: 2007 World Figure Skating Championships / Q226057